# Brånshult
Brånshult is een plaats in de gemeente Motala in het landschap Östergötland en de provincie Östergötlands län in Zweden. De plaats heeft 58 inwoners (2005) en een oppervlakte van 15 hectare. Brånshult wordt omringd door zowel landbouwgrond als bos en ligt vlak aan het meer Boren, ook loopt de Zweedse weg 36 langs de plaats. De stad Motala ligt ongeveer vijftien kilometer ten westen van het dorp.